# Wilhelm Fließ

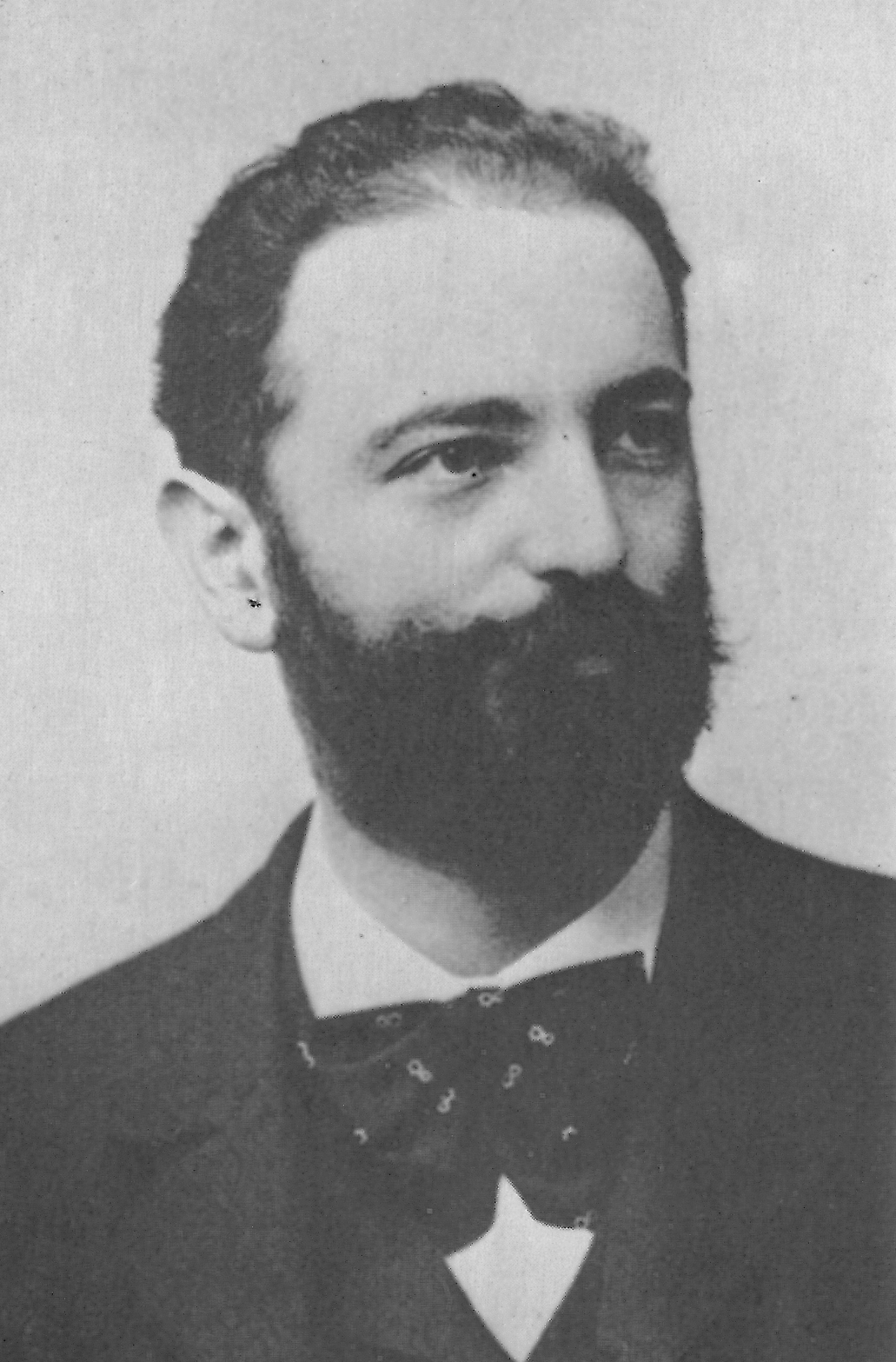
Fotografia niemieckiego lekarza Wilhelma Fliessa (1858–1928)

Wilhelm Fliess (Wilhelm Fließ, ur. 24 października 1858 w Choszcznie, zm. 13 października 1928 w Berlinie) – lekarz, twórca ogłoszonej w 1897 roku teorii biorytmów. Teoria ta, mimo braku podstaw naukowych, jest relatywnie popularną techniką wróżbiarską, ze względu na podstawy matematyczne zaliczaną także do pseudonauki. Znany głównie ze względu na przyjaźń, jaka łączyła go z Sigmundem Freudem.

## Przyjaźń z Freudem
Fliessa przedstawił Freudowi Breuer w Wiedniu. W trakcie całego okresu autoanalizy Freud był ściśle związany z Fliessem, choć później zerwał z nim stosunki, podobnie jak z Breuerem. Fliess, młodszy od Freuda o dwa lata, był szwagrem jednego z jego wiedeńskich znajomych, Oskara Rie. 
Freud zwrócił się kiedyś do Fliessa, nazywając go magiem: „dla mnie” – pisał – „jesteś lekarzem, typem człowieka, któremu z całym zaufaniem można powierzyć życie własne i bliskich”. Fliess był pierwszym czytelnikiem i krytykiem Die Traumdeutung – Freud bardzo poważnie traktował jego komentarze. Prace Fliessa wywarły wielki wpływ na Freuda, który po lekturze jednego z jego artykułów zauważa: „Pierwsze wrażenie: podziw, że istnieje jeszcze ktoś, kto jest większym fantastą ode mnie i że tym kimś jest właśnie mój przyjaciel Wilhelm”.
To właśnie Fliess stworzył na przykład teorię okresu utajenia, która później stała się częścią teorii psychoanalitycznej (służąc jako określenie fazy rozwoju charakteryzującej się mniejszą aktywnością seksualną – fazy pomiędzy upadkiem kompleksu Edypa w wieku pięciu-sześciu lat i początkiem dojrzewania). Freud uważał, że Fliess był autorem fundamentalnego odkrycia biologicznego dotyczącego roli, jaką w życiu ludzkim odgrywa periodyczność (28 dni w wypadku kobiety, 23 dni w wypadku mężczyzny). 
W 1904 roku Freud dyskutował ulubioną ideę Fliessa o różnorodnej roli, jaką biseksualność odgrywa w życiu ludzkim (na przykład fakt, że sfeminizowani mężczyźni fascynują zmaskulinizowane kobiety i odwrotnie) w trakcie terapii pewnego pacjenta. Pacjent ów, Hermann Swoboda, przekazał tę ideę swemu przyjacielowi Otto Weiningerowi, który – według Freuda – stuknął się w czoło i pobiegł do domu, by napisać o tym książkę. Udziałem tej pracy stał się niesłychany sukces – Fliess, przerywając milczenie, wysłał list do Freuda, pytając, w jaki sposób doszło do tej kradzieży jego własności intelektualnej.
Freud próbował uniknąć odpowiedzi na to pytanie, wskazując na innych autorów zajmujących się podobną problematyką, Fliess zmusił go jednak do wyznania, że nie tylko odegrał on poważniejszą, niż skłonny byłby przyznać, rolę w przekazaniu jego idei, ale że zapomniał o dyskusji, jaką prowadził z nim na temat biseksualności. Tłumacząc się ze swego postępowania, Freud przyznał, iż miał pokusę, by ukraść Fliessowi autorstwo tej idei. Idei nie można opatentować – argumentował. Można je tylko trzymać dla siebie – człowiek, któremu tak bardzo zależy na prawie pierwszeństwa, powinien to właśnie uczynić.
Fliess publicznie oskarżył Freuda, Swobodę i Weiningera o kradzież; czyniąc to, opublikował bez zgody Freuda list, jaki od niego otrzymał. Swoboda z kolei oskarżył Fliessa o potwarz i o upublicznianie prywatnych listów bez zgody autora.

## Teoria biorytmów
Według hipotezy Fliessa, biologiczny rytm człowieka podporządkowany jest ściśle określonemu wzorcowi: po okresie aktywnym następuje okres bierności, w którym odradza się energia życiowa. Według tej teorii, cykl sprawności fizycznej powinien trwać 23 dni, a cykl stanu emocjonalnego - 28 dni. Już po śmierci Fliessa zwolennicy biorytmów dodali cykl sprawności intelektualnej o długości 33 dni.
Wszystkie cykle są opisane algorytmem i rozpoczynają się w dniu urodzin; dni, w których wartości danego cyklu są dodatnie, sprzyjają sukcesom, a miejsca zerowe oznaczają szczególne niebezpieczeństwa.

## Zastosowanie
Mimo braku podstaw naukowych, algorytmy obliczania biorytmów są czasami implementowane, ze względu na ich wartość dydaktyczną - wymagają dobrego operowania kalendarzem, by obliczyć dzień życia.